# Hover Å
Hover Å är ett vattendrag i Danmark.   Det ligger i Ringkøbing-Skjerns kommun i Region Mittjylland, i den västra delen av landet, 270 km väster om Köpenhamn.